# Porothamnium comorense
Porothamnium comorense är en bladmossart som först beskrevs av C. Müller och Per Karl Hjalmar Dusén, och fick sitt nu gällande namn av Roelof J.van der Wijk och Margadant 1961. Porothamnium comorense ingår i släktet Porothamnium och familjen Neckeraceae. Inga underarter finns listade i Catalogue of Life.